# Johann Ludwig Burckhardt
Johann Ludwig Burckhardt (født 24. november 1784 ved Lausanne, død 17. april 1817 i Kairo) var en schweizisk forskningsrejsende og orientalist.
Burckhardt, hvis familie var fra Basel, studerede i Leipzig og Göttingen. I 1806 rejste han til London og kom på Blumenbachs anbefaling i forbindelse med sir Joseph Banks og det afrikanske selskab, der modtog hans tilbud om at foretage en rejse til det indre Afrika. Efter at have studeret i London og Cambridge og på forskellig måde hærdet sig til foretagendet, rejste Burckhardt 1809 over Malta til Aleppo, hvor han forklædte sig som muhammedaner og tog navnet Ibrahim ibn Abdallah. Efter to års forløb talte Burckhardt så godt arabisk og havde så godt kendskab til Koranen og til østerlandske sæder og skikke, at han kunne gå for at være en muslimsk lærd. Under sit ophold i Syrien besøgte Burckhardt Palmyra, Damaskus og Libanon og rejste derefter over land til Kairo, hvor han ville støde til en karavane til Fezzan, hvorfra han ville forske efter Nigers kilde.